# Eupithecia corroborata
Eupithecia corroborata là một loài bướm đêm trong họ Geometridae.